# Giannini Peak
Der Giannini Peak ist ein rund 1900 m hoher Berg im östlichen Palmerland auf der Antarktischen Halbinsel. Er ragt 22 km ostsüdöstlich des Mount Nordhill an der Nordflanke des Dana-Gletschers auf, wo dieser in nordöstlicher Richtung zum Lehrke Inlet an der Black-Küste abbiegt.
Der United States Geological Survey kartierte ihn im Jahr 1974. Das Advisory Committee on Antarctic Names benannte ihn 1976 nach Albert P. Giannini, der 1973 als Biologe auf der Palmer-Station tätig war.